# Xã Osakis, Quận Douglas, Minnesota
Xã Osakis (tiếng Anh: Osakis Township) là một xã thuộc quận Douglas, tiểu bang Minnesota, Hoa Kỳ. Năm 2010, dân số của xã này là 595 người.